# Emmi Alanen
Emmi Alanen, född 30 april 1991 i Lappajärvi, är en finländsk fotbollsspelare och före detta brottare som spelar för Kristianstads DFF. Hon har tidigare spelat för bland annat Växjö DFF och Umeå IK i Damallsvenskan.

## Klubbkarriär
I juli 2013 blev Alanen inbjuden på provspel i allsvenska Umeå IK. Den 24 juli 2013 skrev sedan Alanen på ett ettårskontrakt med klubben. I november 2014 förlängde hon sitt kontrakt över säsongen 2015.
Inför säsongen 2016 skrev hon ett ettårskontrakt med Vittsjö GIK. I december 2016 förlängde hon sitt kontrakt i Vittsjö GIK. Kontraktet förlängdes med ett år inför säsongen 2018.
Inför säsongen 2019 värvades Alanen av Växjö DFF, där hon skrev på ett tvåårskontrakt. I december 2020 förlängde Alanen sitt kontrakt med två år. Inför säsongen 2022 värvades Alanen av Kristianstads DFF, där hon skrev på ett tvåårskontrakt. I november 2023 förlängde Alanen sitt kontrakt i klubben med ett år. I november 2024 förlängde hon återigen sitt kontrakt med ett år.

## Landslagskarriär
Alanen gjorde sin seniordebut för Finlands damlandslag i fotboll den 19 juni 2010 då hon blev inbytt i en VM-kvalmatch mot Portugal i Vanda. I juni 2013 togs Alanen ut i förbundskapten Andrée Jeglertz trupp till dam-EM 2013.
Alanen har gjort 22 mål på 109 landskamper för Finland.

## Elitbrottning
Förutom fotboll utövade Alanen även brottning på internationell nivå. Efter en period av skador bestämde hon dock sig för att fokusera på fotbollen.